# Mateja Zver
Mateja Zver (Yugoslavia; 15 de marzo de 1988) es una futbolista eslovena. Juega como delantero y su equipo actual es el SKN St. Pölten de la ÖFB-Frauenliga, además forma parte de la selección nacional femenina de Eslovenia.
Ha jugado para ŽNK Pomurje en la 1. SŽNL y Þór/KA en la Úrvalsdeild de Islandia. Fue la máxima anotadora del 1. SŽNL 2006-07 con un récord de 61 goles.

## Palmarés
ŽNK Pomurje
- 1. SŽNL (4): 2005/2006, 2011/2012, 2013/2014, 2014/2015.
- Copa de Eslovenia Femenina (4): 2004/2005, 2006/2007, 2011/2012, 2013/2014.

Þór/KA
- Supercopa de fútbol femenino de Islandia (1): 2013.

SKN St. Pölten
- ÖFB-Frauenliga (4): 2015/2016, 2016/2017, 2017/2018, 2018/2019.
- ÖFB Ladies Cup (4): 2015/2016, 2016/2017, 2017/2018, 2018/2019.

## Reconocimientos
- Máxima goleadora de la 1. SŽNL 2006-2007 con 61 goles convertidos.[3]